# Neum
Občina Neum, popis 1991.; skupaj: 4.325
Neum, popis 1991.; skupaj: 1.651
Neum je občina in mesto v Bosni in Hercegovini, ki leži ob Jadranskem morju ob Neumskem zalivu, ki je del Neretvanskega kanala. To je edini teritorialni izhod BiH na morje, saj ga z dveh strani obkroža Hrvaška. Po podatkih popisa leta 2013 ima občina Neum 4653 prebivalcev, mesto Neum pa 3013 prebivalcev.

## Geografija
Neum je 60 km oddaljen od Dubrovnika (80 km od letališča Dubrovnik), 70 km od Mostarja in Medžugorja ter 30 km od Ploč in Metkovića, oba imata železniške postaje.
Obalni pas Neuma ločuje najjužnejšo hrvaško eksklavo od preostale Hrvaške. To je posledica Karlovškega miru iz leta 1699. Od leta 1991 in razpada Jugoslavije je meja med Hrvaško in Bosno in Hercegovino v regiji Neum državna meja.

### Meje
Neum ima dva mejna prehoda s Hrvaško na evropski cesti E65 oziroma Jadranski magistrali, ki povezuje oba dela hrvaške dalmatinske obale. Neum 1 je severozahodno od mesta, z mejno kontrolno točko Klek na hrvaški strani. Neum 2 pa na jugovzhodu, s hrvaško mejno kontrolno točko Zaton Doli.

## Zgodovina
Iz kamene dobe - paleolitika pričajo najdbe grobo obdelanega kamenega orodja, posebej iz območja Moševića in Graca.
Najdbe iz mlajše kamene dobe – neolitika (do 3500 pr. n. št.) so bogatejše, številne so najdbe skrbno obdelanega kamnitega orodja in orožja iz širše Neumske okolice, danes shranjeni v muzeju v Sarajevu.
Iz bronaste dobe (1800 do 1000 pr. n. št.) je znanih več naselij na območju neumske občine. Izstopajo gradišča na Osoju, Vukovu klancu, Brestici, Kiševu, Gracu (osobito Malokrn), Hutovska gradina, Previšićka gradina, Trovrha, Basarića gradina, Kolojanj in druge. V njih je najdena raznolika keramika, številni ročni kamniti mlini, fibula in drugo značilno za to obdobje. Grški viri za prebivalce ob spodnjem toku Neretve pravijo: »Ti Iliri so iz plemena Manijakov…« Po njih se Pelješki in Neumski kanal imenuje Manijsko morje.
Rimski viri ob reko Neretvo in okolico pripisujejo Daorse, Ardijejce in Plereje. Med prvimi območji na vzhodni obali Jadrana ki so jih obvladali Rimljani že 135 pr. n. št. bilo je tudi neumsko področje.
Neumski koridor sega v obdobje Karlovškega miru iz leta 1699, po katerem je bila Dubrovniška republika ločena od dalmatinskih posesti njenih tekmecev Benetk z dvema varovalnima pasovoma, ki ju je Dubrovniška republika odstopila Osmanskemu cesarstvu, da bi preprečila možnost invazije Benetk preko kopnega.
Karlovške meje so bile leta 1718 ponovno potrjene s Požarevskim mirom, potem pa so Osmani, izmučeni od pogajanj z Benetkami za razširitev njihovega morskega dostopa, preprosto prisvojili ozemlje Gornjega Kleka in večji del Kleka od Dubrovniške republike, ki so ga imeli, kupil od bosanskega kralja Dabiše konec 14. stoletja. Po padcu Beneške republike leta 1797 in Dunajskem kongresu leta 1815 je Avstrijsko cesarstvo, ki si je priključilo tako dalmatinske posesti Benetk kot ozemlje Dubrovniške republike, skušalo od Osmanov odkupiti Neum in Sutorina, ampak zaman. Namesto tega je postavila vojno ladjo, da bi preprečila dostop do pristanišča Neum do Berlinske pogodbe, ki je leta 1878 dala celotno Bosno in Hercegovino Avstro-Ogrski. Neum je bil 179 let pod osmanskim nadzorom. 
Obravnavan je bil načrt za izgradnjo nove napredne pomorske baze v Neum-Kleku s strani avstro-ogrske mornarice. General Franz Conrad von Hötzendorf je razmišljal o utrditvi Neuma z obalnimi topovi in torpednimi plovili za dopolnitev obmorske obrambe (da bi preprečil italijanske napade ali še huje obsežno italijansko izkrcanje). Projekt pred začetkom prve svetovne vojne leta 1914 nikoli ni prešel v fazo načrtovanja.
Leta 1918 se je Neum kot posledica avstro-ogrskega poraza pridružil Kraljevini Srbov, Hrvatov in Slovencev, ki se je leta 1929 začela imenovati Kraljevina Jugoslavija. Pod vladanjem Karađorđevića je jugoslovanska vlada dvakrat prezrla meje, podedovane iz zgodovine: leta 1929, ko je bilo območje Neuma vključeno v Primorsko banovino, in leta 1939, ko je bilo po sporazumu Cvetković–Maček vključeno v Banovino Hrvaško. Federativna Jugoslavija Josipa Broza Tita je bila ustanovljena na načelu, ki ga je leta 1943 na zasedanju AVNOJ-a v Jajcu razglasila in ga Đilasova komisija leta 1945 sorazmerno dobro spoštovala, ustanovitve federativnih republik na njihovih mejah iz leta 1878, zato je regija Neum zdaj del samostojne Bosne in Hercegovine, vključno z polotokom Kleka in otočkoma Veliki in Mali Školj ter skalo Lopata v Klekovem zalivu.
Od 1990-ih sta Hrvaška in Bosna in Hercegovina v pogajanjih o tem, kako urediti ladijski promet v regiji Neum, vključno s podpisom Neumskega sporazuma. Ko je bila Hrvaška sprejeta v Evropsko unijo leta 2013, so mejni prehodi v regiji Neum postali urejeni kot zunanje meje EU. Gradnja Pelješkega mostu, ki bo v celoti obvozil Neum, ima pomen za celovitost Hrvaške in pomen za hrvaško celovitost in zanjo tudi za svoje prihodnje članstvo v schengenskem območju in EU kot celoti. To bi bistveno izboljšalo prometni pretok in prometno povezanost Dubrovnika s preostalo celinsko Hrvaško, pri čemer bi se izognili dolgim, dragim čakalnim vrstam v Neumu in strogim carinskim pregledom dvakrat v razdalji 20 km.
Vladajoča bošnjaška Stranka demokratske akcije (SDA) in druge bošnjaške politične stranke so se zaradi nedavnega razvoja mejnih sporov med Hrvaško in Slovenijo junija 2017 spodbudili, da bodo ovirali projekt v vrednosti 420 milijonov evrov, ki ga je predhodno odobrila EU. Evropska komisija je za izgradnjo mostu že namenila 357 milijonov evrov sredstev kohezijske politike. Zaključen naj bi bil do leta 2022. 
Bosanski načrti, da bi Neum spremenili v tovorno pristanišče, v nasprotju z željami lokalnega prebivalstva ter mednarodnimi zakoni in dogovori glede ekološko pomembnega in zaščitenega Malostonskega zaliva, katerega del je Neumski zaliv. Načrtujejo se izgradnja morskega pristanišča, železnice in avtoceste, zato mora hrvaški most po mnenju bošnjaških političnih strank v Bosni in Hercegovini imeti visoko varnost. Zaradi navedenega je Republika Hrvaška bistveno povečala višino mostu, tako da ga je prilagodila ladjam, katerih dimenzije sploh ne morejo vstopiti v Neumski zaliv.  Danes so glavno tovorno pristanišče za Bosno in Hercegovino severneje Ploče (na Hrvaškem), ki vodijo železnico do Bosne in Hercegovine.

## Podnebje
Podnebje na območju je sredozemsko, za katerega so značilne blage zime in vroča poletja, s trikrat več dežja v deževnejših kot v sušnejših mesecih, v katerih povprečna količina padavin ne presega 40 mm. Povprečna opažena letna količina padavin je 1316 mm. Prevladujoči vetrovi prihajajo s severa, severovzhoda in severozahoda. Povprečna temperatura morja se giblje od 13 °C januarja do 28 °C julija in avgusta. 
Vegetacija je zimzelena mediteranskega tipa, v Neumu in okolici pa raste subtropska flora (palme, agave, kaktusi). 

## Turizem
Območje Neuma ima strme hribe, kamnite peščene plaže in več velikih turističnih hotelov. Neum ima približno 5.000 ležišč za turiste, 1.810 v hotelih, preostale kapacitete pa so v apartmajih, vilah in drugih zasebnih namestitvah. Turizem v Neumu je aktiven le v obalni regiji. Cene so ponavadi nižje kot v sosednji Hrvaški, zaradi česar je priljubljenost med kupci v Neumu velika. Turizem in trgovina, ki jo prinaša, največ prispeva k gospodarstvu tega območja. 
Notranjost za Neumom ima bogato arheološko zgodovino in divjino s stoletnimi nasadi oljk.